# Dolophilodes pallidipes
Dolophilodes pallidipes là một loài Trichoptera trong họ Philopotamidae. Chúng phân bố ở miền Tân bắc.